# Sociedad Ateneo Musical del Puerto
La Sociedad Ateneo Musical del Puerto es una asociación sin ánimo de lucro cuya finalidad principal es el mantenimiento de una Banda de Música. 
Para ello cuenta con una importante base social que, con sus aportaciones, mantiene una Escuela de Educandos, hace posible la compra de instrumentos y la preparación de actuaciones musicales.

## Historia
El origen de esta Banda Sinfónica se remonta a 1884 cuando una docena de músicos deciden reunirse para ensayar bajo la batuta de don Francisco Lozano.
Será bajo la dirección de don José Castro Miralles cuando adquiere prestigio al amenizar los bailes de carnaval, los actos de la Semana Santa Marinera, las fiestas del Cristo del Grao, las fiestas populares del barrio de San Pedro, las fiestas venecianas del puerto y los conciertos de verano en Las Arenas, La Florida, Miramar y pérgola de Caro, entre otros lugares emblemáticos del Distrito Marítimo de Valencia de la época.
El grupo de músicos ensayaba en unas dependencias anejas a la ermita del Rosario -hoy Parroquia-. Su auge fue tan importante que se precisó apoyar la infraestructura musical recién creada formando una verdadera sociedad cultural en el Marítimo. Se llamó Patronato Musical del Pueblo Nuevo del Mar.
Con el fin de participar en los diferentes certámenes musicales se legalizó la sociedad en 1894 y se cambió de director. Con el nuevo director, don José Borrero Pérez, se participó en los certámenes de Valencia, Castellón, Tortosa, Albacete y Xátiva, obteniéndose primeros puestos.
El Patronato iba haciéndose un hueco entre las sociedades musicales más importantes. Se mantenían relaciones con otras entidades y compositores; algunas de ellas muy estrechas como la que motivó al señor Sadurní - músico mayor de la Banda Municipal de Barcelona - a dedicarle un pasacalle para gran banda. Otra prueba de la importancia del Patronato fue el hecho de ser seleccionado, junto con la Música del Regimiento Mallorca, la Banda Municipal de Valencia y L'Empastre de Catarroja para participar en los actos patrióticos al maestro Giner.
En 1919 se nombró un nuevo director. Fue don Vicente Tomás Ridaura, educado musicalmente en el Patronato el cual prosiguió la línea de actuaciones anteriores. En 1926 se le concede a la Sociedad la Medalla de Oro de la Cruz Roja Española por asistir al desembarco de los soldados heridos en la guerra de África y acompañar a los difuntos hasta el cementerio del Grao.
A finales de los años veinte el Patronato Musical pasó por momentos muy difíciles debido a los gastos de construcción de “El Musical” y a la escisión de un grupo importante de músicos que formaron otra banda en el Distrito Marítimo (la Sociedad Musical Unión de Pescadores). La situación económica fue insostenible hasta que en 1931 se optó por vender el edificio para poder hacer frente a las deudas.
La crisis económica acabó con el Patronato Musical de Pueblo Nuevo del Mar, pero no con su banda que se inscribió en febrero del 1933 bajo el nombre de Ateneo Musical del Puerto para seguir su actividad cultural y poder participar en los certámenes. Desgraciadamente la Guerra Civil de 1936 a 1939 terminó con los proyectos.
Tras la contienda vino la reorganización. Don Manuel Navarro Quiles fue nombrado director. La banda de música seguiría presente en todos los acontecimientos importantes del Distrito Marítimo amenizando en este período botaduras de buques en los astilleros de Unión Naval de Levante.
Al maestro Navarro le sucedió don Pascual García, que compaginaba la dirección con la composición. Entre las obras que compuso siendo director del Ateneo cabe citar el Himno al Levante Unión Deportiva. De su paso por la sociedad merece destacarse la labor que desarrolló al frente de la escuela de educandos y la expansión de la banda hasta el punto de no poder admitir más músicos por falta de instrumentos.
El Ateneo Musical del Puerto colaboraba en todo lo que se le requería. Actuó de forma altruista en la Semana Santa Marinera de 1952, participó en el festival benéfico organizado por Radio Nacional de España en 1956 y aportó dinero para la construcción del monumento al maestro Serrano.
Don Arturo Montes Sánchez tomó posesión en 1958. Era también director de la Rondalla Escalante. Fue una persona muy competente que logró un elevado número de educandos para quienes contrató los servicios de cuatro profesores de solfeo y uno de baile. Formó un Coro Infantil dirigido por D. Jesús Ribera Faig. Tanta categoría alcanzó la escuela que el profesor Cervera Lloret llegó a decir que se convertiría en un conservatorio de música.
Pero una década después la actividad de la banda fue casi nula. La sociedad sólo existía de nombre guardado celosamente por un reducido grupo de músicos que, tal vez faltos de directrices para poder levantarla, se resistían a dejarla morir. Estos músicos fueron acogidos por la Sociedad Artística Escalante con el único propósito de charlar un día a la semana de lo que había sido la banda.
A principios de 1970 decidieron no rendirse y fueron llamando a los músicos. Hubo respuesta. La profunda reorganización y la labor pedagógica del nuevo director don Manuel Revert Fort hicieron el resto. Por gestiones del presidente se consiguió un local en la calle Vicente Brull. Allí la Escuela de Música y la Banda pudieron empezar una nueva andadura. Más tarde vinieron los uniformes pagados con lo obtenido por la venta de loterías. El grupo de teatro, la recuperación de la festividad de Santa Cecilia y los homenajes iban completando el abanico de actividades de la Sociedad.
La banda de música restituiría su prestigio con el nuevo director, don Salvador Bolón Cañigueral, y con un nuevo local en la calle del Rosario. Se reformaron los Estatutos, y la sociedad se unió a la Federación de Sociedades Musicales de la Comunidad Valenciana y a la Coordinadora de Bandas de la Ciudad de Valencia. Además, se creó un coro de adultos y un coro infantil.
Con don Isidro Coll Ballesteros, en 1987, se potenció la banda y los grupos instrumentales como el Quinteto de Viento o el Grupo de Metales. El Coro Cambra Musical conseguiría el primer premio en Rojales (Alicante) en 1990 y la banda haría lo propio en diferentes certámenes de Valencia, en el organizado por el Real Club Náutico de Valencia y en los certámenes de Leganés y Cullera. Entre todos los premios destacan por su importancia: la Mención de Honor de 1999 y el primer premio de la Primera sección de 2007. En julio de 2009 actuó en un formato similar al programa de TV de Fernando Argenta, "el Conciertazo", en la Plaza de la Virgen de Valencia, aunque sin retransmitirse.

## Presidentes desde su fundación
| Años        | Nombre del Presidente          |
| ----------- | ------------------------------ |
| 1894 - 1902 | D. José Vicente Just Navarro   |
| 1902 - 1905 | D. Vicente Antolí Caballer     |
| 1905 - 1910 | D. A. Calabuig                 |
| 1910 - 1912 | D. Roque Company Cano          |
| 1912 - 1916 | D. Vicente Comes               |
| 1916 - 1918 | D. Francisco Payá              |
| 1918 - 1920 | D. José María Ros              |
| 1920 - 1923 | D. Esteban Comes Dasí          |
| 1923 - 1924 | D. Roque Company Cano          |
| 1924 - 1924 | D. Vicente Montañana           |
| 1924 - 1924 | D. Emilio Muñoz                |
| 1924 - 1925 | D. Francisco Piquer            |
| 1925 - 1925 | D. Manuel Martínez             |
| 1925 - 1930 | D. Eduardo Albors Martínez     |
| 1930 - 1930 | D. Francisco Máñez             |
| 1930 - 1930 | D. Vicente Gallart Montesinos  |
| 1931 - 1931 | D. Juan Tomás Juan             |
| 1931 - 1932 | D. Francisco Dasí              |
| 1932 - 1932 | D. Vicente Ballester López     |
| 1932 - 1933 | D. Antonio Blanch Paredes      |
| 1933 - 1933 | D. José Ferrer Puig            |
| 1933 - 1933 | D. Vicente Llorens Oliver      |
| 1933 - 1945 | D. Antonio Bellmont            |
| 1945 - 1949 | D. Pedro Velardi Ortells       |
| 1949 - 1958 | D. Bernabé Micó Cano           |
| 1958 - 1960 | D. Juan Miguel Olcina Bertomeu |
| 1960 - 1963 | D. Antonio Costa Balanzá       |
| 1963 - 1964 | D. Vicente Mas Lacomba         |
| 1964 - 1970 | D. Facundo Francisco Abad      |
| 1970 - 1981 | D. Francisco Frasquet García   |
| 1981 - 1983 | D. Francisco Javier Edo Mañó   |
| 1983 - 1985 | D. Joaquín Martínez Planells   |
| 1985 - 1993 | D. Bernardo Chornet Martínez   |
| 1993        | D. Joaquín Martínez Planells   |

## Estructura artística

### Escuela de Educandos
La Escuela de Música del Puerto está inscrita en la Consellería de Educación con el nº6672 de la Sección Primera, tiene unos programas de estudio parejos a los Conservatorios de Música y cuenta con profesores titulados. Se imparten todos los instrumentos de viento madera, viento metal, instrumentos de cuerda, piano, guitarra, percusión, lenguaje musical, técnica vocal, armonía, análisis, contrapunto, composición, etc. 
Hay más de 150 alumnos y 19 profesores.

### Nombres con los que se conoce la Banda de Música
- Popularmente se la conoce como la Banda del Mestre Corbella en alusión al apodo de su primer director.
- Desde su fundación se llamó Patronato Musical, pero cuando se legalizó añadieron las palabras Pueblo Nuevo del Mar en referencia a la población de origen, puesto que la zona marítima de Valencia era independiente de la ciudad.
- Con la aparición de la Música Nueva del Cabañal se denominó Banda Primitiva.
- Para diferenciarla del Patronato de la Juventud Obrera de Valencia la prensa se refiere a ambas agrupaciones con el nombre de Patronato de Valencia y Patronato del Cabañal.
- Cuando la banda actuaba fuera de Valencia la presentaban como la Banda del Cabañal.
- En 1933 cambió de nombre llamándose desde entonces Ateneo Musical del Puerto.

#### Premios, Galardones y Socios de Honor
Esta agrupación musical ha estado participando desde 1895 en diferentes certámenes celebrados en Albacete, Castellón, Cullera, Játiva, Leganés, Tortosa y Valencia obteniendo estos premios:
1. Año 1895. Accésit único. Certamen de la Feria de Julio de Valencia. Tercera Sección.
2. Año 1896. Primer Premio. Certamen de la Feria de Julio de Valencia. Tercera Sección.
3. Año 1896. Primer Premio. Certamen Musical de Castellón. Segunda Sección.
4. Año 1897. Primer premio. Certamen Musical de Castellón. Primera Sección.
5. Año 1898. Primer Premio. Certamen de la Feria de Julio de Valencia. Tercera Sección.
6. Año 1901. Primer Premio. Certamen Musical de Castellón.
7. Año 1902. Primer Premio. Certamen Musical de Tortosa.
8. Año 1903. Primer Accésit. Certamen de la Feria de Julio de Valencia. Segunda Sección.
9. Año 1906. Primer Premio. Certamen Musical de Tortosa.
10. Año 1906. Primer Premio. Certamen Musical de Albacete.
11. Año 1907. Segundo Premio. Certamen de la Feria de Julio de Valencia.
12. Año 1908. Tercer Premio. Certamen de la Feria de Julio de Valencia.
13. Año 1908. Primer Premio. Primera sección. Certamen de Tortosa.
14. Año 1910. Segundo Premio. Certamen de la Feria de Julio de Valencia. Segunda Sección.
15. Año 1914. Segundo Premio. Certamen de la Feria de Julio de Valencia, y, Premio Pasodoble. Segunda Sección.
16. Año 1919. Segundo Premio. Primera Sección. Certamen Musical de Castellón.
17. Año 1922. Primer Premio. Primera Sección. Certamen Musical de Castellón.
18. Año 1922. Premio Especial al mejor director. Certamen Musical de Castellón.
19. Año 1927. Primer Premio. Certamen de la Feria de Julio de Valencia. Primera Sección.
20. Año 1927. Primer Premio. Concurso de pasodobles.
21. Año 1929. Segundo Premio. Certamen de la Feria de Julio de Valencia. Sección Especial.
22. Año 1930. Primer Premio. Primera Sección. Certamen Musical de Castellón.
23. Año 1930. Primer Premio. Pasodoble. Certamen Musical de Castellón.
24. Año 1931. Segundo Premio. Certamen de la Feria de Julio de Valencia. Sección Especial.
25. Año 1932. Primer Premio. Certamen de la Feria de Julio de Valencia. Sección Especial.
26. Año 1933. Segundo Premio. Certamen de la Feria de Julio de Valencia. Sección Especial
27. Año 1985. Segundo Premio y Premio Director. Certamen de Bandas del Mediterráneo. Valencia.
28. Año 1990. Segundo Premio. Certamen de la Feria de Julio de Valencia. Tercera Sección.
29. Año 1992. Primer Premio. Certamen de la Feria de Julio de Valencia. Tercera Sección.
30. Año 1994. Primer Premio. Certamen de Leganés. Primera Sección.
31. Año 1994. Segundo Premio. Certamen Real Club Náutico de Valencia.
32. Año 1995. Segundo Premio. Certamen de la Feria de Julio de Valencia. Primera Sección.
33. Año 1999. Mención de Honor. Certamen de la Feria de Julio de Valencia. Primera Sección.
34. Año 2003. Tercer Premio. Certamen Nacional de Bandas de Música Ciudad de Cullera.
35. Año 2007. Primer Premio. Certamen de la Feria de Julio de Valencia. Primera Sección.

	Ha sido agasajada con la Medalla de Oro de la Cruz Roja con lazos blanco y rojo, el Diploma de la Asociación Humanitaria de la Caridad. Es Clavario Mayor de la Virgen del Rosario, “Amics d’Or" de la Asociación Cultural y deportiva “Amics del Marítim". Posee la Alta Distinción de la Generalidad Valenciana y la Medalla de Mérito Cultural de la Diputación de Valencia.
	La sociedad tiene como socios de honor a don Juan Bautista Brau Sanoguera, a don Juan José Dómine, al alcalde de Valencia Juan Avilés Arnau, a don José Ferriz Llorens, a doña Pepita Ahumada Camps, a don Jenaro Millán Iñigo, a la Corporación Armada de Granaderos, a la Falla Vidal Canelles-Sánchez Coello, a la Sociedad Renaixensa Musical de Vinalesa, a la Sociedad Lírica Saguntina, a don José Sanchís Estrems, a don José Tomás Morales, a don José María Pons Cecilia, a don José María Boscá Mascarell, a don Roberto Cuenca Martínez, a don Salvador Edo Mas, a don Ernesto Furió, al Maestro Joaquín Rodrigo, al Puerto Autónomo de Valencia, a don Bernardo Adam Ferrero y al compositor belga André Waignein.

#### Directores de la Banda de Música
Actualmente la banda sinfónica la dirige el maestro don Isidro Coll Ballesteros. Cuenta con una plantilla de más de 100 músicos federados.
| Años        | Nombre del Director           |
| ----------- | ----------------------------- |
| 1884 - 1892 | D. Francisco Lozano Gil       |
| 1892 - 1895 | D. José Castro Miralles       |
| 1895 - 1899 | D. José Borrero Pérez         |
| 1899 - 1900 | D. Ramón Isaac                |
| 1900 - 1901 | D. Melchor Lliri Masiá        |
| 1901 - 1902 | D. Damián Gasó Fabra          |
| 1902 - 1902 | D. Juan Sánchez Sales         |
| 1902 - 1902 | D. Francisco Barceló Riquelme |
| 1902 - 1918 | D. José Borrero Pérez         |
| 1918 - 1919 | El Maestro Pérez              |
| 1919 - 1936 | D. Vicente Tomás Ridaura      |
| 1936 - 1945 | D. Ramón Silvestre            |
| 1945 - 1947 | D. Manuel Navarro Quiles      |
| 1947 - 1948 | D. José Puig Giménez          |
| 1948 - 1958 | D. Pascual García Miquel      |
| 1958 - 1969 | D. Arturo Montes Sánchez      |
| 1969 - 1973 | D. Manuel Revert Fort         |
| 1973 - 1974 | D. Francisco Baixauli Soriano |
| 1974 - 1976 | D. José Onofre Díez Monzó     |
| 1976 - 1981 | D. Bernardo Chornet Martínez  |
| 1981 - 1987 | D. Salvador Bolón Cañigueral  |
| 1987 - 2023 | D. Isidro Coll Ballesteros    |